# Wagner
Wagner – nazwisko to pochodzi od germańskiego słowa „Waganari” określającego woźnicę lub budowniczego wozów (szczególnie wśród pensylwańskich Holendrów). Otrzymywały je osoby trudniące się zawodowo transportem szeroko pojętych dóbr, w zaprzęgniętych wozach lub furmankach z wysokimi burtami.
Inne występujące odmiany tego nazwiska to Waggoner lub Wagoner.

## Ludzie noszący nazwisko Wagner
- Adalbert Wagner (1833–1895) – niemiecki ksiądz katolicki, proboszcz parafii w Stoczku Warmińskim i w Elblągu
- Agnieszka Wagner (ur. 1970), polska aktorka
- Adolph Wagner (1835–1917), niemiecki ekonomista, zwolennik idei „państwa dobrobytu”
- Albert Malte Wagner (ur. 1886, zm. ?), pisarz niemiecki
- Aleksander Wagner (1868–1942), szachista polski
- Anna Wagner (ur. 1943), polska montażystka filmowa
- Antoni Józef Wagner (1860–1928), polski zoolog
- Bernhard Wagner (1910–?), niemiecki zbrodniarz hitlerowski
- Bożena Wagner (ur. 1959), polska śpiewaczka operowa
- Christian Wagner (1835–1918), niemiecki chłop i poeta
- Cosima Wagner (1837–1930), żona kompozytora Richarda Wagnera
- Dajuan Wagner (ur. 1983), koszykarz amerykański
- Edward Wagner (1811–1885), kartograf niemiecki
- Edwin Wagner (1899-1944), polski major
- Elin Wagner (1882–1949), pisarka szwedzka
- Elżbieta Wagner (1931–2013), polska lekkoatletka
- Franz Joseph Wagner (1886–?), niemiecki malarz i grafik, pejzażysta.
- Grzegorz Wagner (piłkarz) (ur. 1966), piłkarz polski
- Grzegorz Wagner (siatkarz) (ur. 1965), polski siatkarz
- Gudrun Wagner (1944–2007), niemiecka działaczka kulturalna, współorganizatorka corocznego Festiwalu Wagnerowskiego w Bayreuth
- Gustav Wagner (1911–1980), zbrodniarz hitlerowski
- Heinrich Leopold Wagner (1747–1779), niemiecki pisarz
- Helen Wagner (1918–2010), aktorka amerykańska
- Hermann Wagner (1840–1929), geograf niemiecki
- Hubert Jerzy Wagner (1941–2002), polski trener piłki siatkowej mężczyzn
- Jack Wagner (ur. 1959), aktor i piosenkarz amerykański
- Jan Wagner (1892–1939), polski duchowny katolicki, Sługa Boży Kościoła katolickiego
- Jegar Wagner (1849–1903), chemik rosyjski
- Johann Martin von Wagner (1777–1858), rzeźbiarz niemiecki
- Johann Peter Alexander Wagner (1730–1809), niemiecki rzeźbiarz nadworny
- Josef Wagner (1899–1945), nadprezydent i gauleiter Śląska w latach 1934–1940
- Joseph Wagner (1706–1780), miedziorytnik niemiecki
- Józef Bogdan Wagner (1815–1882), polski dziennikarz i drukarz
- Karl Edward Wagner (1945–1994) – amerykański pisarz
- Lindsay Wagner (ur. 1949), aktorka amerykańska
- Lucio Wagner (ur. 1976), piłkarz brazylijski
- Marek Wagner (ur. 1946), polityk polski
- Marie Wagner (1883-1975), tenisistka amerykańska
- Mikołaj Piotrowicz Wagner (1830–1907), zoolog rosyjski
- Michael Wagner – niemiecki skoczek narciarski
- Monika Wagner (ur. 1965), curlerka niemiecka
- Moritz Wagner (1813–1887), niemiecki podróżnik i zoolog
- Otto Wagner (1841–1918), architekt i urbanista pochodzenia austriackiego
- Peter Wagner (1865–1931), muzykolog niemiecki
- Peter Wagner (ur. 1964), niemiecki muzyk, twórca zespołu Rage
- Richard Wilhelm Wagner (1813–1883), niemiecki kompozytor
- Richard Wagner, filolog klasyczny
- Richard Wagner, pisarz
- Richard Ernst Wagner (1883–1945), niemiecki duchowny
- Robert Wagner (1910–1991), amerykański polityk
- Robert F. Wagner (1877–1953), amerykański polityk
- Robert Wagner (ur. 1930), amerykański aktor i producent filmowy i telewizyjny
- Robert Heinrich Wagner – gauleiter Badenii, szef cywilnej administracji niemieckiej w okupowanej Alzacji
- Rolf Clemens Wagner (ur. 1944), terrorysta niemiecki
- Rudolf Wagner (1805–1864), niemiecki zoolog i fizjolog
- Ryszard Wagner (ur. 1938), polski geolog
- Sándor Wagner (1838–1919), malarz węgierski
- Siegfried Wagner (1869–1930), kompozytor niemiecki
- Simon-Paul Wagner (ur. 1984), aktor niemiecki
- Stanisław Wagner (ur. 1855, zm. ?), polski literat i publicysta
- Stanisław Wagner (ur. 1947), polski lekkoatleta
- Theodor Wagner (1927–2020), piłkarz austriacki
- Udo Wagner (ur. 1963), szermierz niemiecki
- Victor Wagner (ur. 1959), aktor brazylijski
- Wilhelm Wagner (ur. 1875), architekt
- Wilhelm Wagner (1908–1946), esesman
- Wilhelm Wagner (ur. 1848),lekarz, botanik, działacz turystyczny
- Władysław Wagner (1875–1937) – polski inżynier odlewnik
- Władysław Wagner (1912–1992), polski żeglarz i harcerz
- Włodzimierz Wagner, urzędnik
- Wolfgang Wagner (1919–2010), niemiecki reżyser operowy, współorganizator corocznego Festiwalu Wagnerowskiego w Bayreuth
- Katrin Wagner-Augustin (ur. 1977), kajakarka niemiecka
- Julius Wagner-Jauregg (1857–1940), austriacki lekarz psychiatra, noblista
- Zygmunt Wagner, kapitan artylerii Wojska Polskiego